# Kali (planta)
Kali es un género de la subfamilia Salsoloideae en la familia Amaranthaceae. Comprende 15 especies descritas y, de estas, solamente 13 aceptadas.

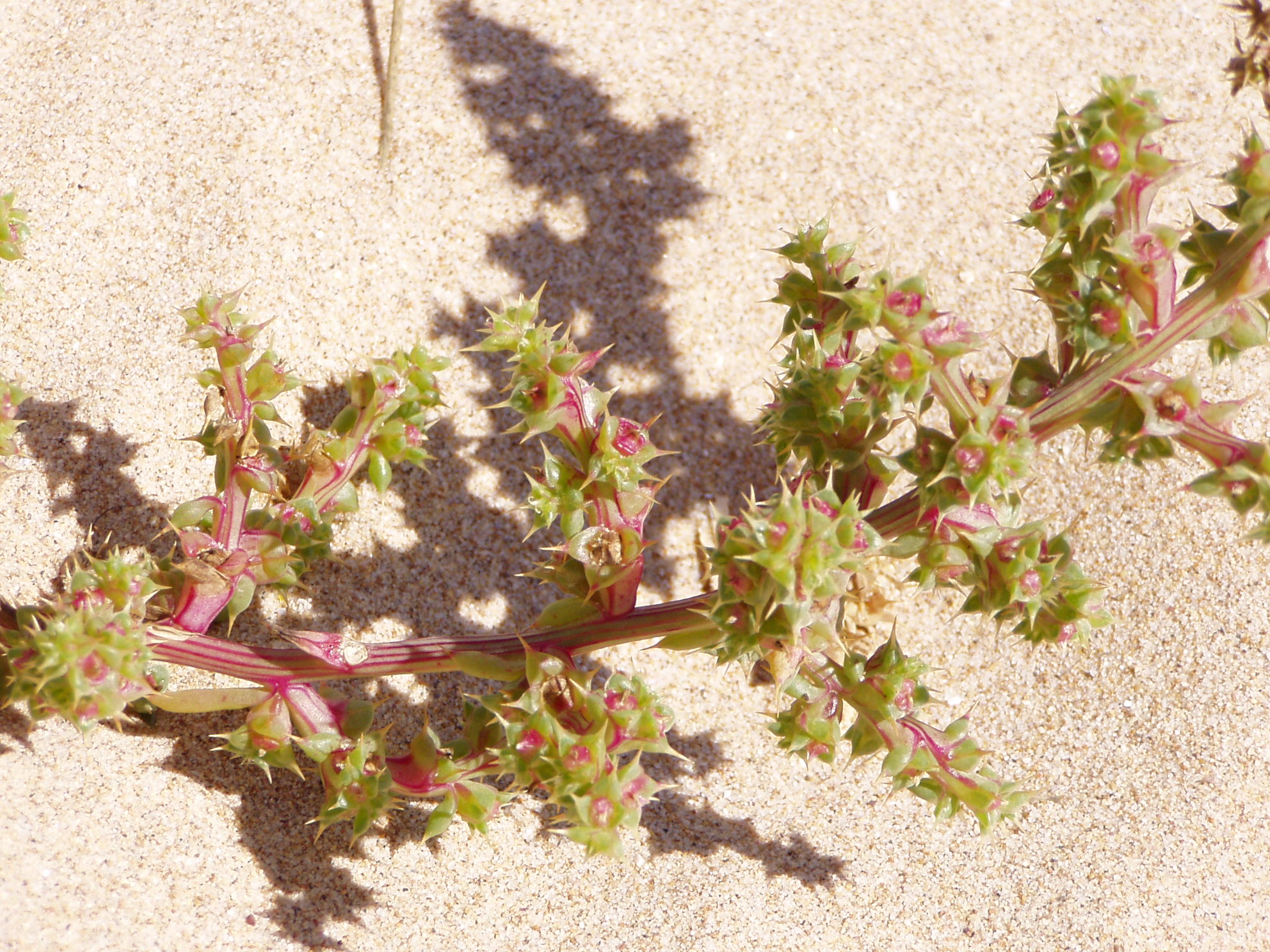
Kali turgida

## Descripción
Son plantas herbáceas anuales (con la excepción de Kali griffithii que es perenne). La ampliada en la base semi-cilíndrica, a menudo con hojas carnosas que terminan en una punta de espiga.
Las flores hermafroditas son individuales y se encuentran en la axila de una hoja. El perianto está formado por cinco tépalos libres. La fruta está principalmente encerrada por el perianto. La parte posterior de los tépalos son apéndices en forma de alas, que son significativamente más pequeños y más estrechos que la forma de los dos tépalos interiores. El número cromosómico básico es x = 9.

## Distribución
La distribución del género Kali se extiende desde el oeste de Europa hasta Asia Oriental y desde el sur de las costas de Escandinavia hasta el sur del Mediterráneo y el Golfo Pérsico. El centro de la distribución se encuentra en Asia Central.

## Taxonomía
El género fue descrito por Philip Miller y publicado en The Gardeners Dictionary...Abridged...fourth edition 1754. La especie tipo es: Kali soda.

## Especies aceptadas
A continuación, se brinda un listado de las especies del género Kali aceptadas hasta octubre de 2012, ordenadas alfabéticamente. Para cada una se indica el nombre binomial seguido del autor, abreviado según las convenciones y usos.
El género comprende  13 especies:
- Kali australis (R. Br.) Akhani & E. H. Roalson, (Basionym: Salsola kali R. Br.)
- Kali collina (Pall.) Akhani & E. H. Roalson,  (Basionym: Salsola collina Pall.)
- Kali griffithii (Bunge) Akhani & E. H. Roalson,  (Basionym: Noaea griffithii Bunge)
- Kali jacquemontii (Moq.) Akhani & E. H. Roalson,  (Basionym: Salsola jacquemontii Moq.)
- Kali ikonnikovii (Iljin) Akhani & E. H. Roalson,  (Basionym: Salsola ikonnikovii Iljin)
- Kali komarovii (Iljin) Akhani & E. H. Roalson,  (Basionym: Salsola komarovii Iljin)
- Kali paulsenii  (Litv.) Akhani & E. H. Roalson, (Basionym: Salsola paulsenii Litv.)
- Kali rosacea (L.) Moench
- Kali tamamschjanae (Iljin) Akhani & E. H. Roalson, (Basionym: Salsola tamamschjanae Iljin)
- Kali tamariscina (Pall.) Akhani & E. H. Roalson, (Basionym: Salsola tamariscina Pall.)
- Kali tragus (L.) Scop. (Synonym: Salsola tragus L., Salsola kali subsp. tragus)
- Kali turgida (Dumort.) Guterm.[3] (Synonym: Kali soda Moench, Salsola kali L. subsp. kali)
- Kali zaidamica (Iljin) Akhani & E. H. Roalson, (Basionym: Salsola zaidamica Iljin)